# Vete (canción de Bad Bunny)
«Vete» es una canción del cantante puertorriqueño Bad Bunny. Se estrenó como el sencillo principal de su segundo álbum de estudio en solitario YHLQMDLG por Rimas Entertainment el 22 de noviembre de 2019.

## Recepción crítica
Ecleen Luzmila Caraballo de Remezcla señaló que la canción no se destaca entre sus lanzamientos anteriores, pero «vive en una longitud de onda emo que yo (y sospecho que muchos de ustedes) generalmente aprecio, y he llegado a esperar de este amante urbano». Alejandra Cortés en Nación Rex elogió la canción por tener un ritmo pegajoso que hace que uno quiera bailar.

## Vídeo musical
El video fue lanzado el 21 de noviembre de 2019 y fue dirigido por Cliqua x Stillz. Presenta al artista entrando en una luz que lo iluminó previamente y actuando junto a un Ferrari frente a un fuego. Más tarde se le ve presumiendo el auto en una fiesta. Jordan Darville, del Fader, describió las imágenes como «tristes pero llamativas».

## Posicionamiento en listas
| Listas (2019)                          | Mejor posición |
| -------------------------------------- | -------------- |
| Argentina (Argentina Hot 100)          | 30             |
| Bolivia (Monitor Latino)               | 8              |
| España (PROMUSICAE)                    | 2              |
| Estados Unidos (Billboard Hot 100)     | 33             |
| Estados Unidos (Hot Latin Songs)       | 1              |
| Estados Unidos (Rolling Stone Top 100) | 6              |
| Paraguay (SGP)                         | 25             |
| Puerto Rico (Monitor Latino)           | 4              |
| Suiza (Schweizer Hitparade)            | 63             |
| Venezuela (Monitor Latino)             | 18             |

## Certificaciones
| País (organismo certificador) | Certificación       | Unidades certificadas |
| ----------------------------- | ------------------- | --------------------- |
| España (PROMUSICAE)           | 2x Platino          | 80 000                |
| Estados Unidos (RIAA)         | 27x Platino (Latin) | 1 620 000             |